# Непосредственная фотография
«Непосредственная фотография» — объединение фотохудожников.

## История
Группа создана художником и фотографом Алексеем Шульгиным в 1987 году в Москве. В её состав входили фотографы, работающие в разной стилистике: Александр Слюсарев, харьковчанин Борис Михайлов и молодые московские фотографы Игорь Мухин, Владислав Ефимов, Илья Пиганов и Сергей Леонтьев.

## Выставки
- 1987 — «Репрезентация». Объединение «Эрмитаж», Москва.
- 1989 — «Фотомост». Клуб авангардистов, Москва.
- 1989 — «Сто лет фотографии». Манеж, Москва.